# Primera División de Chipre 2022-23
La Primera División de Chipre 2022-23 es la 84.ª edición de la Primera División de Chipre, el máximo evento del fútbol profesional. La temporada comenzó el 26 de agosto de 2022 y terminará el 4 de junio de 2023.

## Ascensos y descensos
| Pos. | de la Primera División de Chipre 2021-22 |
| ---- | ---------------------------------------- |
| 11.º | Ethnikos Achnas                          |
| 12.º | PAEEK                                    |

| Pos. | de Segunda División de Chipre 2021-22 |
| ---- | ------------------------------------- |
| 1.º  | Karmiotissa Polemidion                |
| 2.º  | Nea Salamina Famagusta                |
| 3.º  | Akritas Chlorakas                     |
| 4.º  | Enosis Neon Paralimni                 |

## Sistema de competición
Los catorce equipos participantes jugarán entre sí todos contra todos dos veces totalizando 26 partidos cada uno, al término de la fecha 26 los seis primeros clasificados pasarán a integrar el Grupo campeonato, los ocho últimos clasificados integrarán el Grupo descenso.

## Equipos participantes
| Club                   | Ciudad         | Estadio                       | Capacidad |
| ---------------------- | -------------- | ----------------------------- | --------- |
| AEK Larnaca            | Larnaca        | AEK Arena                     | 7.400     |
| AEL Limassol           | Limassol       | Estadio Tsirio                | 13.331    |
| Akritas Chlorakas      | Chloraka       | Estadio Municipal de Chloraka | 3.500     |
| Anorthosis Famagusta   | Larnaca        | Estadio Antonis Papadopoulos  | 10.230    |
| APOEL Nicosia          | Nicosia        | Estadio GSP                   | 22.859    |
| Apollon Limassol       | Limassol       | Estadio Tsirio                | 13.331    |
| Aris Limassol          | Limassol       | Estadio Tsirio                | 13.331    |
| Doxa Katokopias        | Katokopia      | Estadio Ammochostos           | 5.500     |
| Enosis Neon Paralimni  | Paralimni      | Estadio Paralimni             | 5.800     |
| Karmiotissa Polemidion | Pano Polemidia | Estadio Pafiako               | 9.394     |
| Nea Salamina Famagusta | Famagusta      | Estadio Ammochostos           | 5.500     |
| Olympiakos Nicosia     | Nicosia        | Estadio Makario               | 16.000    |
| Omonia Nicosia         | Nicosia        | Estadio GSP                   | 22.859    |
| Pafos                  | Pafos          | Estadio Pafiako               | 9.394     |

## Clasificación

### Tabla de posiciones
| Pos. | Equipo                 | Pts. | PJ | G  | E  | P  | GF | GC | Dif. | Clasificación 2022-23 |
| ---- | ---------------------- | ---- | -- | -- | -- | -- | -- | -- | ---- | --------------------- |
| 1    | APOEL Nicosia          | 59   | 26 | 18 | 5  | 3  | 40 | 13 | +27  | Grupo Campeonato      |
| 2    | AEK Larnaca            | 57   | 26 | 18 | 3  | 5  | 45 | 20 | +25  | Grupo Campeonato      |
| 3    | Aris Limassol          | 53   | 26 | 15 | 8  | 3  | 45 | 19 | +26  | Grupo Campeonato      |
| 4    | Pafos                  | 50   | 26 | 14 | 8  | 4  | 49 | 20 | +29  | Grupo Campeonato      |
| 5    | Apollon Limassol       | 44   | 25 | 13 | 5  | 7  | 34 | 27 | +7   | Grupo Campeonato      |
| 6    | Omonia Nicosia         | 41   | 26 | 13 | 2  | 11 | 36 | 28 | +8   | Grupo Campeonato      |
| 7    | Nea Salamina Famagusta | 38   | 26 | 12 | 2  | 12 | 26 | 34 | −8   | Grupo Descenso        |
| 8    | AEL Limassol           | 35   | 25 | 10 | 5  | 10 | 21 | 20 | +1   | Grupo Descenso        |
| 9    | Anorthosis Famagusta   | 33   | 26 | 9  | 6  | 11 | 22 | 30 | −8   | Grupo Descenso        |
| 10   | Karmiotissa Polemidion | 27   | 26 | 7  | 6  | 13 | 25 | 40 | −15  | Grupo Descenso        |
| 11   | Enosis Neon Paralimni  | 21   | 26 | 6  | 3  | 17 | 22 | 38 | −16  | Grupo Descenso        |
| 12   | Doxa Katokopias        | 21   | 26 | 5  | 6  | 15 | 18 | 36 | −18  | Grupo Descenso        |
| 13   | Olympiakos Nicosia     | 16   | 26 | 2  | 10 | 14 | 16 | 40 | −24  | Grupo Descenso        |
| 14   | Akritas Chlorakas      | 12   | 26 | 3  | 3  | 20 | 15 | 50 | −35  | Grupo Descenso        |

Actualizado a los partidos jugados el 7 de marzo de 2023.
 Fuente: Soccerway
Notas:
1. 1 2  El partido entre Apollon Limassol y AEL Limassol que debía disputarse el 4 de diciembre de 2022 fue anulado por la federación y declarado no jugado.

## Grupo Campeonato
| Pos. | Equipo            | Pts. | PJ | G  | E  | P  | GF | GC | Dif. | Clasificación 2023-24                                   |
| ---- | ----------------- | ---- | -- | -- | -- | -- | -- | -- | ---- | ------------------------------------------------------- |
| 1    | Aris Limassol (C) | 74   | 36 | 21 | 11 | 4  | 65 | 58 | +7   | Primera ronda clasificatoria de Liga de Campeones       |
| 2    | APOEL Nicosia     | 71   | 36 | 20 | 11 | 5  | 52 | 26 | +26  | Segunda ronda clasificatoria de Liga Europa Conferencia |
| 3    | AEK Larnaca       | 66   | 36 | 20 | 6  | 10 | 55 | 37 | +18  | Segunda ronda clasificatoria de Liga Europa Conferencia |
| 4    | Pafos             | 63   | 36 | 17 | 12 | 7  | 60 | 30 | +30  |                                                         |
| 5    | Apollon Limassol  | 62   | 35 | 19 | 5  | 11 | 47 | 37 | +10  |                                                         |
| 6    | Omonia Nicosia    | 49   | 36 | 15 | 4  | 17 | 43 | 42 | +1   | Segunda ronda clasificatoria de Liga Europa Conferencia |

Actualizado a los partidos jugados el 28 de mayo de 2023.
 Fuente: Soccerway
Notas:
1. ↑  Omonia Nicosia clasificó a la Liga Europa Conferencia por ser el campeón de la Copa de Chipre 2022-23.

## Grupo Descenso
| Pos. | Equipo                    | Pts. | PJ | G  | E  | P  | GF | GC | Dif. | Clasificación 2022-23                 |
| ---- | ------------------------- | ---- | -- | -- | -- | -- | -- | -- | ---- | ------------------------------------- |
| 1    | Anorthosis Famagusta      | 63   | 40 | 18 | 9  | 13 | 52 | 44 | +8   |                                       |
| 2    | Nea Salamina Famagusta    | 58   | 40 | 17 | 7  | 16 | 51 | 55 | −4   |                                       |
| 3    | AEL Limassol              | 49   | 39 | 13 | 10 | 16 | 35 | 40 | −5   |                                       |
| 4    | Karmiotissa Polemidion    | 48   | 40 | 13 | 9  | 18 | 37 | 54 | −17  |                                       |
| 5    | Doxa Katokopias           | 39   | 40 | 10 | 9  | 21 | 32 | 56 | −24  |                                       |
| 6    | Enosis Neon Paralimni (D) | 37   | 40 | 10 | 7  | 23 | 40 | 52 | −12  | Descenso a Segunda División de Chipre |
| 7    | Akritas Chlorakas (D)     | 34   | 40 | 9  | 7  | 24 | 37 | 73 | −36  | Descenso a Segunda División de Chipre |
| 8    | Olympiakos Nicosia (D)    | 28   | 40 | 5  | 13 | 22 | 30 | 62 | −32  | Descenso a Segunda División de Chipre |

Actualizado a los partidos jugados el 29 de mayo de 2023.
 Fuente: Soccerway

## Goleadores
| Pos. | Goleador                    | Equipo           | Goles |
| ---- | --------------------------- | ---------------- | ----- |
| 1    | Jairo de Macedo da Silva    | Pafos            | 17    |
| 2    | Ioannis Pittas              | Apollon Limassol | 12    |
| 3    | Aleksandr Kokorin           | Aris Limassol    | 9     |
| 3    | Ivan Tričkovski             | AEK Larnaca      | 9     |
| 5    | Omri Altman                 | AEK Larnaca      | 8     |
| 5    | Bruno Felipe Souza Da Silva | Omonia Nicosia   | 8     |